# (3482) Lesnaya
(3482) Lesnaya (1975 VY4) – planetoida z pasa głównego asteroid okrążająca Słońce w ciągu 4,65 lat w średniej odległości 2,78 j.a. Została odkryta 2 listopada 1975 roku przez Tamarę Smirnową.